# Universidade Laval

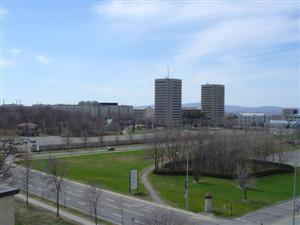
O principal Campus da Universidade Laval.

A Universidade Laval (em francês: Université Laval) é uma universidade localizada na cidade de Quebec, no Canadá. Foi fundada em 1663, como Séminaire de Québec, por François de Laval, o primeiro bispo da Nova França. Aproximadamente 36 mil estudantes estudam anualmente na universidade, que cobre uma área de 1,2 km². Alunos famosos da Universidade Laval foram Jean Chrétien, Louis St. Laurent e Brian Mulroney, que já foram primeiros-ministros do Canadá.